# Ufotable
ufotable (japonsky ユーフォーテーブル有限会社, Júfótéburu júgen gaiša) je japonské animační studio založené v říjnu 2000 bývalými zaměstnanci studia Telecom Animation Film, dceřiné společnosti TMS Entertainment. Své sídlo má v tokijské čtvrti Suginami.

## Tvorba

### Televizní seriály
| Rok  | Název                                    | Režie                        | Od                 | Do                 | Díly          | Poznámky                                                                              | Zdroje |
| ---- | ---------------------------------------- | ---------------------------- | ------------------ | ------------------ | ------------- | ------------------------------------------------------------------------------------- | ------ |
| 2002 | Weiß Kreuz Glühen                        | Hitojuki Macui               | 28. listopadu 2002 | 20. února 2003     | 13            | Pokračování Weiß Kreuz.                                                               | [ 2 ]  |
| 2003 | Dokkoidá?!                               | Hitojuki Macui Takuja Nonaka | 5. července 2003   | 20. září 2003      | 12            | Adaptace série light novel, jejímž autorem je Taró Ači.                               | [ 2 ]  |
| 2004 | Ninin ga šinobuden                       | Hitojuki Macui               | 8. července 2004   | 23. září 2004      | 12            | Adaptace série mangy, jejíž mangakou je Rjóiči Koga.                                  | [ 2 ]  |
| 2005 | Futakoi Alternative                      | Takajuki Hirao               | 7. dubna 2005      | 30. června 2005    | 13            | Původní dílo. V koprodukci se studii Feel. a Studio Flag.                             | [ 2 ]  |
| 2006 | Coyote Ragtime Show                      | Takuja Nonaka                | 3. července 2006   | 20. září 2006      | 12            | Původní dílo.                                                                         | [ 2 ]  |
| 2007 | Gakuen Utopia Manabi Straight!           | tým Manabibeja               | 8. ledna 2007      | 26. března 2007    | 12            | Původní dílo.                                                                         | [ 2 ]  |
| 2011 | Fate/Zero                                | Ei Aoki                      | 1. října 2011      | 23. června 2012    | 25            | Adaptace série light novel, jejímž autorem je Gen Urobuči. Prequel k Fate/stay night. | [ 2 ]  |
| 2013 | Kara no kjókai                           | rozliční                     | 6. července 2013   | 28. září 2013      | 13            | Seriálová adaptace prvních čtyř a sedmého anime filmu Kara no kjókai.                 | [ 3 ]  |
| 2014 | Fate/stay night: Unlimited Blade Works   | Takahiro Miura               | 4. října 2014      | 27. června 2015    | 25            | Založeno na vizuálním románu od společnosti Type-Moon.                                | [ 2 ]  |
| 2015 | God Eater                                | Takajuki Hirao               | 12. července 2015  | 26. března 2016    | 13            | Založeno na videohře od společnosti Bandai Namco.                                     | [ 2 ]  |
| 2016 | Tales of Zestiria the X                  | Haruo Sotozaki               | 3. července 2016   | 29. dubna 2017     | 26            | Založeno na videohře od společnosti Bandai Namco.                                     | [ 4 ]  |
| 2017 | Kacugeki/Tóken ranbu                     | Tošijuki Širai               | 1. července 2017   | 23. září 2017      | 13            | Založeno na webové hře od společnosti Nitroplus.                                      | [ 5 ]  |
| 2019 | Kimecu no jaiba                          | Haruo Sotozaki               | 6. dubna 2019      | 28. září 2019      | 26            | Adaptace série mangy, jejíž mangakou je Kojoharu Gotóge.                              | [ 6 ]  |
| 2021 | Kimecu no jaiba: Mugen rešša-hen         | Haruo Sotozaki               | 10. října 2021     | 28. listopadu 2021 | 7             | Rozšířená televizní verze anime filmu Gekidžóban Kimecu no jaiba: Mugen rešša-hen.    | [ 7 ]  |
| 2021 | Kimecu no jaiba: Júkaku-hen              | Haruo Sotozaki               | 5. prosince 2021   | 13. února 2022     | 11            | Pokračování anime filmu Gekidžóban Kimecu no jaiba: Mugen rešša-hen.                  | [ 8 ]  |
| tba  | Kimecu no jaiba: Katanakadži no sato-hen | Haruo Sotozaki               | bude oznámeno      | bude oznámeno      | bude oznámeno | Pokračování anime seriálu Júkaku-hen.                                                 | [ 9 ]  |
| tba  | Girls' Work                              | bude oznámeno                | bude oznámeno      | bude oznámeno      | bude oznámeno | Původní dílo. V koprodukci se společností Type-Moon.                                  | [ 10 ] |

### Filmy
| Rok  | Název                                                        | Režie            | Premiéra          | Poznámky                                                                                                | Zdroje |
| ---- | ------------------------------------------------------------ | ---------------- | ----------------- | --- | ------ |
| 2007 | Gekidžóban Kara no kjókai: Fukan fúkei                       | Ei Aoki          | 1. prosince 2007  | Adaptace série light novel, jejímž autorem je Kinoko Nasu. První film ve filmové sérii Kara no kjókai.  | [ 11 ] |
| 2007 | Gekidžóban Kara no kjókai: Sacudžin kósacu (Zen)             | Takuja Nonaka    | 29. prosince 2007 | Druhý film ve filmové sérii Kara no kjókai.                                                             | [ 11 ] |
| 2008 | Gekidžóban Kara no kjókai: Cukakú zanrjú                     | Micuru Obunai    | 9. února 2008     | Třetí film ve filmové sérii Kara no kjókai.                                                             | [ 11 ] |
| 2008 | Gekidžóban Kara no kjókai: Garan no dó                       | Teiiči Takiguči  | 24. května 2008   | Čtvrtý film ve filmové sérii Kara no kjókai.                                                            | [ 11 ] |
| 2008 | Gekidžóban Kara no kjókai: Mudžun rasen                      | Takajuki Hirao   | 16. srpna 2008    | Pátý film ve filmové sérii Kara no kjókai.                                                              | [ 11 ] |
| 2008 | Gekidžóban Kara no kjókai: Bókjaku rokuon                    | Takahiro Miura   | 20. prosince 2008 | Šestý film ve filmové sérii Kara no kjókai.                                                             | [ 11 ] |
| 2009 | Gekidžóban Kara no kjókai: Sacudžin kósacu (Go)              | Šinsuke Takizawa | 8. srpna 2009     | Sedmý film ve filmové sérii Kara no kjókai.                                                             | [ 11 ] |
| 2011 | Sakura no ondo                                               | Takajuki Hirao   | 29. října 2011    | Původní dílo.                                                                                           | [ 2 ]  |
| 2013 | Kara no kjókai: Mirai fukuin                                 | Tomonori Sudó    | 28. září 2013     | Osmý a finální film ve filmové sérii Kara no kjókai.                                                    | [ 11 ] |
| 2013 | Sestry čarodějky Jojo a Nene                                 | Takajuki Hirao   | 28. prosince 2013 | Adaptace mangy Noroija šimai od Hirarin.                                                                | [ 2 ]  |
| 2014 | Tales of Zestiria: Dawn of the Shepherd                      | Haruo Sotozaki   | 30. prosince 2014 | Založeno na videohře od společnosti Bandai Namco.                                                       | [ 12 ] |
| 2017 | Gekidžóban Fate/stay night: Heaven's Feel I. presage flower  | Tomonori Sudó    | 14. října 2017    | Založeno na vizuálním románu od Type-Moonu. První film ve filmové sérii Fate/stay night: Heaven's Feel. | [ 13 ] |
| 2019 | Gekidžóban Fate/stay night: Heaven's Feel II. lost butterfly | Tomonori Sudó    | 12. ledna 2019    | Druhý film ve filmové sérii Fate/stay night: Heaven's Feel.                                             | [ 13 ] |
| 2019 | Kimecu no jaiba: Kjódai no kizuna                            | Haruo Sotozaki   | 29. března 2019   | Film kompilující prvních pět epizod anime seriálu Kimecu no jaiba.                                      | [ 14 ] |
| 2020 | Gekidžóban Fate/stay night: Heaven's Feel III. spring song   | Tomonori Sudó    | 15. srpna 2020    | Třetí film ve filmové sérii Fate/stay night: Heaven's Feel.                                             | [ 15 ] |
| 2020 | Gekidžóban Kimecu no jaiba: Mugen rešša-hen                  | Haruo Sotozaki   | 16. října 2020    | Pokračování anime seriálu Kimecu no jaiba.                                                              | [ 16 ] |
| 2023 | Mahócukai no joru                                            | bude oznámeno    | 2023              | Založeno na vizuálním románu od společnosti Type-Moon.                                                  | [ 17 ] |
| tba  | zatím nepojmenovaný film o Kacugeki/Tóken ranbu              | bude oznámeno    | bude oznámeno     | Souvisí s anime seriálem Kacugeki/Tóken ranbu.                                                          | [ 18 ] |

### OVA/ONA
| Rok  | Název                                                         | Režie                     | Od                 | Do                | Díly | Poznámky                                                                 | Zdroje |
| ---- | ------------------------------------------------------------- | ------------------------- | ------------------ | ----------------- | ---- | ------------------------------------------------------------------------ | ------ |
| 2004 | Aoi umi no Tristia                                            | Hitojuki Macui            | 23. dubna 2004     | 23. dubna 2004    | 2    | Založeno na vizuálním románu od studia Kogado.                           | [ 2 ]  |
| 2007 | Tales of Symphonia The Animation                              | Haruo Sotozaki            | 8. června 2007     | 21. prosince 2007 | 4    | Založeno na vizuálním románu od společnosti Bandai Namco.                | [ 2 ]  |
| 2007 | Gakuen Utopia Manabi Straight!                                | tým Manabibeja            | 10. října 2007     | 10. října 2007    | 1    | Speciální epizoda anime seriálu Gakuen Utopia Manabi Straight!.          | [ 2 ]  |
| 2009 | God Eater                                                     | Takajuki Hirao            | 28. září 2009      | 28. září 2009     | 1    | Prequel k videohře God Eater.                                            | [ 19 ] |
| 2009 | Toriko                                                        | Micuru Obunai             | 12. října 2009     | 12. října 2009    | 1    | Adaptace série mangy, jejíž mangakou je Micutoši Šimabukuro.             | [ 2 ]  |
| 2009 | Jawarakame                                                    | —                         | 1. prosince 2009   | 25. května 2010   | 26   | Původní dílo.                                                            | [ 20 ] |
| 2010 | Tales of Symphonia The Animation – Teseara hen                | Haruo Sotozaki            | 25. března 2010    | 25. února 2011    | 4    | Pokračování Tales of Symphonia The Animation.                            | [ 2 ]  |
| 2010 | Juri seidžin Naoko-san                                        | Tecuja Takeuči            | 18. prosince 2010  | 15. února 2011    | 2    | Adaptace série mangy, jejíž mangakou je kashmir.                         | [ 2 ]  |
| 2011 | Kara no kjókai: Šúšó                                          | Hikaru Kondó              | 2. února 2011      | 2. února 2011     | 1    | Epilog filmové série Kara no kjókai.                                     | [ 2 ]  |
| 2011 | Tales of Symphonia The Animation – Sekai tógó hen             | Haruo Sotozaki            | 23. listopadu 2011 | 23. října 2012    | 3    | Pokračování Tales of Symphonia The Animation – Teseara hen.              | [ 2 ]  |
| 2012 | Minori Scramble!                                              | Takuja Nonaka             | 15. února 2012     | 15. února 2012    | 1    | Adaptace série mangy, jejíž mangakou je Mikage Čihaja.                   | [ 2 ]  |
| 2012 | Gjo                                                           | Takajuki Hirao            | 15. února 2012     | 15. února 2012    | 1    | Založeno na sérii mangy, jejíž mangakou je Džundži Itó.                  | [ 21 ] |
| 2015 | Fate/stay night: Unlimited Blade Works – sunny day            | Takahiro Miura            | 7. října 2015      | 7. října 2015     | 1    | Alternativní konec anime seriálu Fate/stay night: Unlimited Blade Works. | [ 2 ]  |
| 2017 | Fate/Grand Order x Himuro no tenči – 7-ri no saikjó idžin-hen | Takahiro Miura            | 31. prosince 2017  | 31. prosince 2017 | 1    | Založeno na sérii mangy, jejíž mangakou je Eiičiró Mašin.                | [ 22 ] |
| 2018 | Emija-sanči no kjó no gohan                                   | Takahiro Miura Tecuo Sató | 25. ledna 2018     | 1. ledna 2019     | 13   | Adaptace série mangy, jejíž mangakou je TAa.                             | [ 23 ] |

### Videohry
| Rok  | Název                                | Vydavatel      | Datum vydání       | Poznámky                   | Zdroje |
| ---- | ------------------------------------ | -------------- | ------------------ | -------------------------- | ------ |
| 2004 | Symphonic Rain                       | Kogado Studio  | 26. března 2004    | Design pozadí.             | [ 24 ] |
| 2010 | Gods Eater Burst                     | Bandai Namco   | 28. října 2010     | Úvodní animace a cutscény. | [ 2 ]  |
| 2011 | Black Rock Shooter: The Game         | Imageepoch     | 25. srpna 2011     | Úvodní animace.            | [ 2 ]  |
| 2011 | Tales of Xillia                      | Bandai Namco   | 8. září 2011       | Úvodní animace a cutscény. | [ 2 ]  |
| 2012 | Tales of Xillia 2                    | Bandai Namco   | 1. listopadu 2012  | Úvodní animace a cutscény. | [ 2 ]  |
| 2012 | Fate/stay night [Réalta Nua]         | Kadokawa Games | 29. listopadu 2012 | Úvodní animace.            | [ 2 ]  |
| 2013 | Summon Night 5                       | Bandai Namco   | 16. května 2013    | Úvodní animace a cutscény. | [ 2 ]  |
| 2013 | God Eater 2                          | Bandai Namco   | 14. listopadu 2013 | Úvodní animace a cutscény. | [ 2 ]  |
| 2014 | Natural Doctrine                     | Kadokawa Games | 3. dubna 2014      | Design postav.             | [ 25 ] |
| 2014 | Fate/hollow ataraxia                 | Type-Moon      | 27. listopadu 2014 | Úvodní animace.            | [ 26 ] |
| 2015 | Tales of Zestiria                    | Bandai Namco   | 22. ledna 2015     | Úvodní animace a cutscény. | [ 2 ]  |
| 2015 | God Eater 2: Rage Burst              | Bandai Namco   | 19. února 2015     | Úvodní animace a cutscény. | [ 27 ] |
| 2016 | Tales of Berseria                    | Bandai Namco   | 18. srpna 2016     | Úvodní animace a cutscény. | [ 28 ] |
| 2017 | God Eater Online                     | Bandai Namco   | 15. února 2017     | Úvodní animace.            | [ 29 ] |
| 2018 | God Eater Resonant Ops               | Bandai Namco   | 4. dubna 2018      | Úvodní animace.            | [ 30 ] |
| 2018 | God Eater 3                          | Bandai Namco   | 13. prosince 2018  | Úvodní animace a cutscény. | [ 31 ] |
| 2019 | Code Vein                            | Bandai Namco   | 27. září 2019      | Úvodní animace.            | [ 32 ] |
| 2021 | ukihime -A piece of blue glass moon- | Type-Moon      | 26. srpna 2021     | Úvodní animace.            | [ 33 ] |
| 2021 | Tales of Arise                       | Bandai Namco   | 10. září 2021      | Úvodní animace a cutscény. | [ 34 ] |
| 2021 | Kimecu no jaiba: Hinokami keppútan   | Aniplex        | 14. října 2021     | Ilustrace.                 | [ 35 ] |

## Skandál s daňovými úniky
V březnu 2019 bylo oznámeno, že v kancelářích studia došlo k prohlídce kvůli daňovému úniku. Následně v dubnu bylo ohlášeno, že ufotable dluží na daních 400 milionů jenů a je podezřelé ze zneužití finančních prostředků z charitativní akce pořádané pro přeživší zemětřesní v Tóhoku z roku 2011. V červnu 2020 byl zakladatel a prezident studia Hikaru Kondó obviněn z porušení zákona o dani z příjmů právnických osob a zákona o spotřební dani, protože nezaplatil na daních 139 milionů jenů. Studio vydalo veřejné prohlášení, ve kterém se za své činy umluvilo.
V červenci 2021 byl Hikaru Kondó zvláštním vyšetřovacím oddělením tokijské prokuratury obžalován z daňových úniků ve výši 137 milionů jenů. Studio obvinění uznalo a ujistilo, že již podalo opravené daňové přiznání a zaplatilo příslušnou částku. V září se Kondó při předběžném slyšení u tokijského okresního soudu přiznal k daňovým únikům ve výši 138 milionů jenů. Obžaloba uvedla, že společnost ufotable a Kondó zatajili část svých příjmů z kaváren a zboží z let 2015 až 2018, aby se pojistili proti budoucímu poklesu obchodu. Společnost údajně zatajila příjmy ve výši přibližně 441 milionů jenů. V listopadu bylo oznámeno, že prokuratura požaduje pro Kondóa trest odnětí svobody v délce 20 měsíců. Soud vynesl rozsudek 10. prosince 2021. Kondó byl odsouzen k 20 měsícům vězení, ale výkon trestu mu byl na tři roky podmíněně odložen.